# Episodi di Hai paura del buio? (seconda stagione)
La seconda stagione della serie televisiva Hai paura del buio? è composta da 13 episodi, andati in onda in Canada dal 25 Settembre 1991 al 22 gennaio 1992 su YTV e in Italia su RaiUno.
| nº | Titolo originale                     | Titolo italiano             | Prima TV USA      | Prima TV Italia |
| -- | ------------------------------------ | --------------------------- | ----------------- | --------------- |
| 1  | The Tale of the Final Wish           | La fine della favola        | 19 giugno 1993    |                 |
| 2  | The Tale of the Midnight Madness     | La mezzanotte del vampiro   | 26 giugno 1993    |                 |
| 3  | The Tale of Locker 22                | L'armadietto 22             | 3 luglio 1993     |                 |
| 4  | The Tale of the Thirteenth Floor     | Il tredicesimo piano        | 10 luglio 1993    |                 |
| 5  | The Tale of the Dream Machine        | La macchina dei sogni       | 17 luglio 1993    |                 |
| 6  | The Tale of the Dark Dragon          | La bestia nera              | 24 luglio 1993    |                 |
| 7  | The Tale of the Whispering Walls     | Mura che bisbigliano        | 31 luglio 1993    |                 |
| 8  | The Tale of the Frozen Ghost         | Il fantasma assiderato      | 14 agosto 1993    |                 |
| 9  | The Tale of the Full Moon            | Notti di luna piena         | 21 agosto 1993    |                 |
| 10 | The Tale of the Shiny Red Bicycle    | Una bicicletta rosso fiamma | 28 agosto 1993    |                 |
| 11 | The Tale of the Magician's Assistant | L'assistente del mago       | 11 settembre 1993 |                 |
| 12 | The Tale of the Hatching             | Il segreto del Blackbrook   | 25 settembre 1993 |                 |
| 13 | The Tale of Old Man Corcoran         | Il vecchio Corcoran         | 2 ottobre 1993    |                 |

## La fine della favola
- Titolo originale: The Tale of the Final Wish
- Diretto da: D.J. MacHale
- Scritto da: Chloe Brown

## La mezzanotte del vampiro
- Titolo originale: The Tale of the Midnight Madness
- Diretto da: D.J. MacHale
- Scritto da: Chloe Brown

## L'armadietto 22
- Titolo originale: The Tale of Locker 22
- Diretto da: David Winning
- Scritto da: Chloe Brown

## Il tredicesimo piano
- Titolo originale: The Tale of the Thirteenth Floor
- Diretto da: Michael Keusch
- Scritto da: Anne Appleton

## La macchina dei sogni
- Titolo originale: The Tale of the Dream Machine
- Diretto da: David Winning
- Scritto da: Darren Kotania

## La bestia nera
- Titolo originale: The Tale of the Dark Dragon
- Diretto da: D.J. MacHale
- Scritto da: Alison Lea Bingeman

## Mura che bisbigliano
- Titolo originale: The Tale of the Whispering Walls
- Diretto da: D.J. MacHale
- Scritto da: Alison Lea Bingeman

## Il fantasma assiderato
- Titolo originale: The Tale of the Frozen Ghost
- Diretto da: Ron Oliver
- Scritto da: Naomi Janzen

## Notti di luna piena
- Titolo originale: The Tale of the Full Moon
- Diretto da: Ron Oliver
- Scritto da: Ron Oliver

## Una bicicletta rosso fiamma
- Titolo originale: The Tale of the Shiny Red Bicycle
- Diretto da: David Winning
- Scritto da: Cassandra Schafhausen

## L'assistente del mago
- Titolo originale: The Tale of the Magician's Assistant
- Diretto da: Ron Oliver
- Scritto da: Cassandra Schafhausen

## Il segreto del Blackbrook
- Titolo originale: The Tale of the Hatching
- Diretto da: D.J. MacHale
- Scritto da: Chloe Brown

## Il vecchio Corcoran
- Titolo originale: The Tale of Old Man Corcoran
- Diretto da: Ron Oliver
- Scritto da: Scott Peters